# Terre et Liberté
Pour les articles qui comportent les mêmes termes en langue étrangère, voir Tierra y Libertad et Land and Freedom.

Version vectorisée du logo du parti politique russe Zemlya i Volya

Terre et Liberté (en russe : Земля и воля, Zemlia i Volia), est une organisation révolutionnaire clandestine russe qui regroupe, vers 1876, un certain nombre de mouvements locaux de narodniks. Dirigeant son action essentiellement vers le monde paysan, le mouvement se scinde en 1879.

## Contexte politique
L'organisation est issue du regroupement de plusieurs groupes révolutionnaires russes Narodniki. Elle s'appela d'abord (Северная революционно-народническая группа, Severnaïa revolioutsionno-narodnitcheskaïa grouppa, en français : Groupe révolutionnaire narodniki du nord) et (Общество народников, Obchtchestvo narodnikov, en français : Mouvement narodniki).
Narodniki est le nom d'un mouvement socialiste agraire actif de 1860 à la fin du XIXe siècle fondé par des révolutionnaires russes. 
Influencés par les écrits d'Alexandre Herzen, les narodniks ont essayé d'adapter la doctrine socialiste aux conditions russes. Ils envisagent une société dans laquelle la souveraineté reposerait sur de petites unités économiques autonomes rassemblant les communes de village et liées dans une confédération remplaçant l'état. 
En 1876, lors d'un congrès à Saint-Pétersbourg, ils se transforment en société secrète, connue sous le nom de Terre et Liberté, pour favoriser un soulèvement révolutionnaire de masse avec les projets de manifestations, de grèves, de révoltes et jusqu'à la désorganisation de l'État et parvenir au coup d'état.

## Actions et développements
Le 6 décembre 1876 a lieu la première manifestation publique de l'histoire de la Russie.
Parmi ses membres sont Nikolaï Tchernychevski, Nikolai Serno-Solovyevich (en), Piotr Lavrov, Andreï Jéliabov, Gueorgui Plekhanov, Nikolaï Morozov, Sofia Perovskaïa, Lev Deutsch, Mark Natanson, Nikolaï Roussanov, Sergueï Stepniak-Kravtchinski, Lev Tikhomirov, Alexandre Soloviev, Alexandre Kviatkovski, Vera Figner et un certain nombre de membres du cercle Tchaïkovski.

## Désaccords et éclatement
Les désaccords voient le jour entre les partisans de l'ancienne stratégie d'incitation à la campagne appelée derevenchtchiki, ou « villageois » (Gueorgui Plekhanov, Mikhaïl Popov, Ossip Aptekman, etc.), défenseurs de la transition vers la lutte politique et les partisans de l'utilisation du terrorisme politique (Andreï Jéliabov, Alexandre Mikhaïlov, Alexandre Kviatkovski, Nikolaï Morozov, Lev Tikhomirov etc.). Cette opposition entre deux visions politiques conduit à la convocation du Congrès de Voronej en juin 1879, au cours duquel les deux groupes rivaux trouvent un compromis à court terme.
En août 1879, toutefois, l'organisation se sépare en deux organisations indépendantes : 
- Tcherny Peredel (le Partage noir), qui rassemble ceux qui privilégient l'agitation politique.
- Narodnaïa Volia (la Volonté du peuple), qui regroupe les partisans de l'action terroriste. En 1881, plusieurs membres de ce groupe, notamment Andreï Jeliabov et sa compagne Sofia Perovskaïa, qui lui succédera après son arrestation, organisent l'assassinat de l'empereur Alexandre II en mars 1881.